# Estrella Rivas Franco
Estrella Rivas Franco   (Venta de Baños, 12 de desembre de 1921 - Castelló d'Empúries, 21 de febrer de 2013)va ser una dissenyadora de moda catalana, coneguda per les seves bosses de mà per a dones de l'exèrcit estatunidenc durant la dècada de 1940 i pels seus vestits d'alta costura.
Filla d'Isabel Franco Duran, treballadora en un organisme governamental a Madrid, i de José Rivas Landeira, enginyer de comunicacions i responsable de comunicació del govern de la Segona República Espanyola, Rivas es va traslladar amb el seva família a València, Lleida i Barcelona seguint el govern de la República. El 1939 van creuar el coll d'Ares a Camprodon i van haver-se d'exiliar a França. Allí, van treballar durant mig any de masovers en un mas d'uns mestres francesos del departament de Puèi Domat —cosa que els va evitar ser internats en un camp de refugiats—, mentre el seu pare es va reincorporar als serveis governamentals del govern espanyol a l'exili com a químic en un vaixell-hospital al port de Marsella. A través de la Creu Roja, van poder localitzar el pare i es van reunir a Perpinyà, on ell treballava en una farmàcia i la mare com a cosidora en una entitat quàquer d'ajuda als refugiats. Aquest va ser el primer contacte d'Estrella Rivas amb la confecció i en poc temps va trobar una feina com a cosidora d'abrics de pell en una botiga de Perpinyà. La seva formació va ser autodidacta, i va aprendre a treballar la pell i la seda, ja que durant la Segona Guerra Mundial transformaven els paracaigudes elaborats amb aquest material en camises i corbates.
A Perpinyà, va conèixer l'advocat i pintor Josep Maria Ametlla, fill del periodista i polític Claudi Ametlla. Es van casar el 1942 a Marsella després de l'ocupació nazi de França i van salpar amb el Nyassa cap a Mèxic. Gràcies als ingressos obtinguts dissenyant vestits i barrets i a la feina del seu marit com a periodista, van poder llogar un pis de Ciutat de Mèxic, on gairebé tots els inquilins eren exiliats catalans. Estrella va treballar la pell girada, sobretot cosint bosses de mà de pell cocodril. Amb el seu marit, van muntar una empresa, en la qual ell dibuixava i ella cosia vestits i complements per a dones. A través de contactes, els dissenys es venien a París i Nova York, fins que els va arribar l'encàrrec de dissenyar una bossa de mà per a dones de l'exèrcit dels Estats Units, amb una producció de 50.000 unitats. Entre les seves creacions, hi ha una rèplica del vestit blanc de Marilyn Monroe a la pel·lícula Seven Year Itch (1955).
Estrella Rivas i Josep Maria Ametlla van tenir tres fills: Jordi (advocat i escultor), Josep Maria (pintor) i Montserrat (nascuda 1958, morta amb 35 anys). De retorn a Europa, van passar un any a País, on van seguir dissenyant bosses de mà. i, més tard, van decidir viure en una casa pairal a Castelló d'Empúries després de passar per Barcelona i Figueres, per tal de facilitar la recuperació del fill gran, que havia patit meningitis tuberculosa. En les dècades de 1960 i 1970 va dissenyar vestits per comunions, casaments, bateigs, carnavals i festes; i quan li demanaven treballava en el vestuari d'obres de teatre. També s'ha apuntat la possibilitat que hagués executat algun dels vestits dissenyats per Salvador Dalí, amb qui mantenia una amistat. Va donar vestits i va participar en múltiples actes solidaris, i a Castelló d'Empúries acostumava a organitzar una desfilada anual.
Rivas treballava des de casa, on s'ha conservat un rober de vestits i barrets. No dibuixava amb patrons, sinó que feia les provatures amb la tela damunt d'un maniquí. Els seus vestits i complements van ser influenciats pel paisatge de la Costa Brava, segons va assegurar. El Celler Espelt de Vilajuïga va estrenar el 2011 una exposició retrospectiva amb alguns dels seus vestits d'alta costura, festa i núvia, i complements. L'obra d'Estrella Rivas va formar part el 2020 de l'exposició Pintar, crear, viure. Dones artistes a l'Alt Empordà (1830-1939) al Museu de l'Empordà.